# Жидово (Мисліборський повіт)
Жидово (пол. Żydowo) — село в Польщі, у гміні Барлінек Мисліборського повіту Західнопоморського воєводства.
Населення — 73 особи (2011).
У 1975-1998 роках село належало до Гожовського воєводства.

## Демографія
Демографічна структура станом на 31 березня 2011 року:
|          | Загалом | Допрацездатний вік | Працездатний вік | Постпрацездатний вік |
| -------- | ------- | ------------------ | ---------------- | -------------------- |
| Чоловіки | 47      | 14                 | 30               | 3                    |
| Жінки    | 26      | 6                  | 11               | 9                    |
| Разом    | 73      | 20                 | 41               | 12                   |